# Edmond de Goncourt
Edmond Huot de Goncourt, més conegut com a Edmond de Goncourt (Nancy, 26 de maig de 1822 - Champrosay, Essonne, 16 de juliol de 1896 a casa d'Alphonse Daudet), fou un escriptor francès, fundador de l'Académie Goncourt, que dona cada any el premi del mateix nom. Una part de la seva obra la va escriure en col·laboració del seu germà, Jules de Goncourt. Les obres dels germans Goncourt pertanyen al corrent anomenat naturalisme.